# Сечковци
Сечковците (Cerambycidae) са семейство Бръмбари, в състава на което влизат много голям брой видове.
Характерни за тях са дългите начленени антени, които често надхвърлят дължината на тялото. Типична за тялото е издължената тънка форма. Обикновено антените са извити така че върховете им да сочат назад, напомняйки по този начин за рогата на Алпийския козирог. Някои представители на това семейство са сред най-забележителните и красиви бръмбари. Известни са около 26 000 вида Сечковци, от които около 250 се срещат и в България.
Гигантският сечко (Titanus giganteus), обитаващ територията на Бразилия, е най-големият бръмбар в света (дължина на тялото без антените до 17 cm) заедно с бръмбара Херкулес (Dynastes hercules). Най-големият вид в България е Големият дъбов сечко (Cerambyx cerdo) с дължина на тялото до 5 cm.

## Разпространение и местообитание
Сечковците са разпространени по целия свят, но най-голямо видово разнообразие има в тропиците където се срещат 90% от най-големите подсемейства Cerambycinae и Lamiinae.
Обитават предимно гористи местности, понякога се срещат и като вредители по дървени постройки.

## Морфология

### Ларва
Ларвите са меки, удължени, почти цилиндрични и млечнобели на цвят. Устният апарат обикновено е тъмен, до черен и силно склеротизиран. Гърдите, съставени от три сегмента, обикновено са по-широки от коремчето което е изградено от 9 сегмента.
Трите чифта крака разположени на гърдите са едва забележими или напълно липсващи. Върху горната и долната страна на коремчето често присъстват удебеления нар. двигателни мазоли, които подпомагат движението.

### Имаго
Възрастният сечко е най-често с издължена форма с дължина 3-170 mm. Биват едноцветни и многоцветни с различни шарки обикновено сливащи се с околната среда. Срещат се обаче и ярко оцветени видове и такива с металически отблясък. Повърхността на преднегръба и елитрите може да е гладка, пунктирана или набръчкана и понякога е покрита с космици.
Главата има дълги антенки, обикновено по-дълги от тялото, но при някои (напр. род Dorcadion) са сравнително къси. Най-често антенките в основата си са врязани в окото, което придобива бъбрековидна форма.

## Начин на живот и хранене
Женският бръмбар сечко снася яйцата си най-често в кората на мъртви или живи дървета, а понякога и в стъблата на тревисти растения. От яйцата се развиват ларви които хранейки се прогризват проходи в субстрата. Някои ларви проникват през кората в дървесината на живите дървета като по този начин ги увреждат. Ларвите обикновено живеят 2-3 години, след което какавидират. След 15-30 дни от какавидата излиза имагото (възрастното насекомо). Понякога сечкото презимува като какавида и в такива случаи имагото излиза чак напролет. Обикновено обаче презимуват като ларви.
Възрастните насекоми живеят сравнително малко и се хранят с цветен прашец, цветове, листа и кора, а за някои се смята че изобщо не се хранят като възрастни и ролята им е единствено размножителна.

## Значение
Сечковците се хранят предимно с мъртва дървесина което ги прави важно звено в кръговрата на веществата в екосистемите. Понякога тази дървесина е дървен материал или постройки с което могат да нанесат сериозни стопански щети. Вредители се считат и видовете които се хранят с живи дървета.